# Miracles (canção de Coldplay)
"Miracles" é uma canção gravada pela banda britânica de música rock Coldplay, a qual foi composta e gravada para a trilha sonora do filme de 2014 Invencível, dirigido por Angelina Jolie. O canção foi inicialmente revelada em 11 de dezembro de 2014, porém foi lançada como single para o filme em 15 de dezembro, através das gravadoras Parlophone e Atlantic. A canção é acompanhada de um lyric video que estreou em 22 de dezembro do mesmo ano na plataforma YouTube. A faixa também é incluída na edição japonesa de A Head Full of Dreams, sétimo álbum de estúdio da banda.
"Miracles" foi bem-recebida pela crítica musical. Algumas fontes notaram que a faixa seria uma grande aposta para o Oscar de melhor canção original, entretanto, ela não recebeu nominações.

## Desempenho nas tabelas musicais

### Posições
| Tabela musical (2014)                                   | Melhor posição |
| ------------------------------------------------------- | -------------- |
| França (SNEP)                                           | 153            |
| Indonésia (Creative Disc)                               | 2              |
| Espanha (PROMUSICAE)                                    | 39             |
| Reino Unido (UK Singles Chart)                          | 95             |
| Estados Unidos (Bubbling Under Hot 100 Singles)         | 7              |
| Estados Unidos (Billboard Hot Rock & Alternative Songs) | 9              |